# Пік Клаксон
«Пік Клаксон» (рос. Пик Клаксон) — радянський музичний гурт, який працював в жанрах гаражного і психоделічного року, заснований братами Ліщенками. Після смерті Євгена, старшого брата, гурт був перейменований Олегом на «Клаксон Гам».

## Склад в різний час
- Євген «Эжен» Ліщенко — тексти, вокал, гітара, бас-гітара, блокфлейта.
- Олег «Бэб» Ліщенко — тексти, вокал, гітара, губна гармошка, віолончель.
- Олександр «Олігофрен» Кобяков — гітара.
- Вадим Митрофанов — флейти та інші дудки.
- Володимир «Вилли» Вілліжанов — барабани.
- Єгор Лєтов — підспіви, барабани.
- Сергій Нейн — гітара.
- Євген «Джеф» Філатов — віолончель.
- Олександр Лазаріс — ударні

## Дискографія

### Пик Клаксон
- 1985 — Ком Пот Дебил Децибел Пик Клаксон Бесплатно Весь
- 1986 — Лечебница для душевно здоровых
- 1986 — С новым годом!
- 1987 — Лишние звуки
- 1989 — Ослиная голова
- 1989 — Приют святой Цецилии
- 1989 — Страна назначения — СССР

### Адольф Гитлер
- 1986 — Live в Омську (квартирник з Лєтовим на барабанах)
- 1987 — Гражданская Оборона и Адольф Гитлер, Концерт на I Новосибірському рок-фестивалі

### Клаксон Гам
- 1991 — Зелёная лошадь и точка
- 1994 — Снебапады (aka Отцы Яблок) (Чёрный Лукич и Клаксон Гам)
- 1996 — Концерт пам'яті Эжена (НГТУ, Новосибірськ)
- 1996 — Двойная маскировка
- 2000 — Концерт пам'яті Євгенія Махно (Омськ)